# Toby Tortoise
Toby Tortoise, parfois francisé en Toby la tortue, est un personnage issu de l'univers des Silly Symphonies. Il est l'adaptation Disney du personnage de la tortue dans la fable de Jean de La Fontaine Le Lièvre et la Tortue. Il est opposé à Max Hare, jouant lui le rôle du lièvre.
Comme à l'accoutumée dans l'univers Disney, l'animal est anthropomorphe.
L'aspect du personnage est dû aux animateurs Joe Grant, pour la conception, et à Dick Lundy.
Il apparaît dans :
- Le Lièvre et la Tortue (1935)
- Le Retour de Toby la tortue (1936).
- Qui veut la peau de Roger Rabbit (1988)

Toby la Tortue dans Robin des Bois (1973) ressemble graphiquement à Toby Tortoise mais n'est pas elle. John Grant note que Gramps dans Les Aventures de Bernard et Bianca (1977) est dans la lignée de Toby.

## Commentaires
Dans une bande dessinée parue dans Le Journal de Mickey dans les années 1930, le personnage est nommé Tom Tortue, peut-être un nom français d’époque.